# Karl Theodor Ernst von Siebold
Pour les articles homonymes, voir Siebold.
Karl Theodor Ernst von Siebold est un anatomiste et un zoologiste bavarois, né le 15 ou 16 février 1804 à Wurtzbourg et mort le 7 avril 1885.

## Biographie
Siebold est le fils d'un médecin et membre d'une famille qui compte de nombreux scientifiques. Il fait des études de médecine et de science à l'université de Berlin et devient successivement professeur de zoologie, de physiologie et d'anatomie comparée à Kaliningrad, Erlangen, Fribourg-en-Brisgau, Breslau puis à Munich.
En collaboration avec Friedrich Hermann Stannius (1808-1883) il publie un manuel d'anatomie comparée. En 1848, Siebold fonde, avec Rudolph Albert von Kölliker (1817-1905) une publication qui devient rapidement l'une des plus importantes de la littérature scientifique en biologie : Zeitschrift fur wissenschaftliche Zoologie.
Il est également l'auteur de travaux en helminthologie et en entomologie. Même s'il n'est pas à l'origine de découvertes fondamentales, ses activités en font l'un des grands noms de la biologie allemande de son époque.
Il est le cousin ou le frère du botaniste Philipp Franz von Siebold (1796-1866).

## Œuvres
(Liste partielle)
- 1839 : Beiträge zur Naturgeschichte der wirbellosen Thiere (Danzig).
- 1845 : Lehrbuch ver vergleichenden Anatomie der Wirbellossen Thiere (Berlin), il s'agit du premier volume de la série  Lehrbuch der Vergleichenden Anatomie (édité par C.T.E. von Siebold et F.H. Stannius de 1845 à 1848).
- 1849 : Nouveau manuel d'anatomie comparée (Paris).  Traduit de l'allemand par A. Spring et Th. Lacordaire.
  - Tome Premier : Animaux invertébrés, Première Partie lire en ligne sur Gallica.
  - Tome Premier : Animaux invertébrés, Seconde Partie lire en ligne sur Gallica.
- 1863 : Die Süsswasserfische Mitteleuropas (Leipzig).